# ОШ Бора Станковић Богојевце
ОШ „Бора Станковић” у Богојевцу, једна је од установа основног образовања на територији града Лесковца.